# Araguaçu
Araguaçu est une municipalité brésilienne située dans l'État du Tocantins.